# Sanremo 2006 (compilation)
Sanremo 2006 è un album compilation pubblicato il 3 marzo 2006 dall'etichetta discografica Warner Music.
Si tratta di uno dei due album contenenti brani partecipanti al Festival di Sanremo 2006.
Il CD1 contiene 11 brani degli artisti BIG in gara dei quali i primi 3 appartengono agli artisti della categoria GRUPPI, altri 4 della categoria UOMINI  e i 4 successivi a quelli della categoria DONNE.
Il CD 2 contiene 10 brani dei GIOVANI più una bonus track.

## Tracce
CD 1
1. Nomadi - Dove si va
2. Sugarfree - Solo lei mi dà
3. Zero Assoluto - Svegliarsi la mattina
4. Ron - L'uomo delle stelle
5. Michele Zarrillo - L'alfabeto degli amanti
6. Luca Dirisio - Sparirò
7. Povia - Vorrei avere il becco
8. Simona Bencini - Tempesta
9. Dolcenera - Com'è straordinaria la vita
10. Nicky Nicolai - Lei ha la notte
11. Spagna - Noi non possiamo cambiare

CD 2
1. Riccardo Maffoni - Sole negli occhi
2. Simone Cristicchi - Che bella gente
3. L'Aura - Irraggiungibile
4. Ivan Segreto - Con un gesto
5. Ameba4 - Rido...forse mi sbaglio
6. Andrea Ori - Nel tuo mare
7. Deasonika - Non dimentico più
8. Helena Hellwig - Di luna morirei
9. Tiziano Orecchio - Preda innocente
10. Antonello - Capiro crescerai
11. Domenico Modugno - Nel blu dipinto di blu (Volare) (bonus track)

## Curiosità
Nel retro della copertina è presente un errore di battitura nella tracklist del CD2 che riporta Nel Blu Dipinto Di Blu di Domenico Modugno come "Traccia 12" quando essendo 11 le tracce del CD2 ed essendo questa l'ultima traccia, è in verità la "Traccia 11".